# خورخه گینارته
خورخه گینارته (انگلیسی: Jorge Ginarte; ۱۶ مهٔ ۱۹۴۰ – ۷ ژوئن ۲۰۱۰) بازیکن فوتبال اهل آرژانتین بود.
از باشگاه‌هایی که در آن بازی کرده‌است می‌توان به باشگاه فوتبال راسینگ کلوب آویاندا اشاره کرد.